# Adam Mitchell (Fußballspieler, 1996)
Adam Thomas Mitchell (* 1. Juni 1996 in Vrgorac, Kroatien) ist ein neuseeländisch-kroatischer Fußballspieler.

## Karriere

### Klub
Nachdem er in seiner Jugend für Central United und Onehunga Sports gespielt hatte, ging er im Sommer 2013 von der Jugend des Wanderers SC in deren erste Mannschaft über. Nach zwei Spielzeiten zog es ihn weiter zu WaiBOP United, für die er eine Saison aktiv war. Nachdem der Klub nach Saisonende aufgelöst worden war, wechselte er nach Serbien zu Roter Stern. Von dort wurde Mitchell direkt weiter zum OFK Belgrad verliehen, für den er in der Zweitligasaison 2016/17 am 5. Spieltag in der Startaufstellung debütierte. Im Februar 2017 wurde sein Vertrag mit Roter Stern beendet und er wechselte nach Slowenien zu NK Celje. Sein Vertrag hier endete am Ende der laufenden Spielzeit, wodurch er erst einmal vereinslos wurde.
Im November 2017 fand er mit der U23 der Bolton Wanderers erst einmal eine Zwischenstation, welche ihn etwa ein Jahr später zurück nach Neuseeland brachte. Hier wurde er Teil von Team Wellington, für die er die aktuelle Saison bis zum Ende spielte. Seit Sommer 2019 steht er im Kader des Auckland City FC. Mit diesem wurde er bislang drei Mal neuseeländischer Meister und drei Mal Sieger der OFC Champions League.

### Nationalmannschaft
Mit der neuseeländischen U17 nahm Mitchell an der Ozeanienmeisterschaft 2013 teil und vertrat hier ab dem zweiten Gruppenspiel seine Mannschaft als Kapitän auf dem Feld. Am Ende gewann er mit seinem Team den Titel. Auch bei der Weltmeisterschaft 2013 trug er in allen Partien die Kapitänsbinde.
Mit der U20 folgten ab Mai 2015 weitere Freundschaftsspiele und anschließend seine Nominierung für die Weltmeisterschaft 2015, bei der er in den ersten beiden Gruppenspiel zum Einsatz kam.
Sein Debüt für die A-Nationalmannschaft hatte er am 24. März 2018 bei einer 0:1-Freundschaftsspielniederlage gegen Kanada. Hier stand er in der Startaufstellung, wurde aber bereits nach 15 Minuten aufgrund einer Verletzung für Dane Ingham ausgewechselt. Danach war er auch beim Intercontinental Cup 2018 im Juni des Jahres dabei und kam hier in den drei Partien zum Einsatz. Seitdem bekam er keine weitere Nominierung für die A-Auswahl.